# Mildmay Fane
Le général Mildmay Fane (3 février 1795 - 12 mars 1868) est un officier de l'armée britannique.

## Carrière militaire
Il est le fils de Henry Fane et Anne Fane (née Batson) ainsi que le petit-fils de Thomas Fane (8e comte de Westmorland). Il combat à la bataille de Vitoria, à la bataille de San Sebastian et à la bataille de la Nive pendant la Guerre d'indépendance espagnole ainsi que la Bataille des Quatre Bras au cours des Cent-Jours . Il lève le 98e régiment de fantassins (prince de Galles) à Chichester en réponse à la menace posée par l'intervention française en Espagne en mars 1824 .
Il est promu général général le 27 mars 1863.

## Sources
- Hugh Cook, The North Staffordshire Regiment (The Prince of Wales's), Londres, Leo Cooper, coll. « Famous Regiments », 1970, 135 p. (ISBN 0-85052-056-8)